# TT103
Das Grab TT103 (TT steht für Theban Tomb, thebanisches Grab) befindet sich in der Nekropole von Theben beim heutigen Luxor. Es gehört dem Wesir (Tjati) Dagi, der in der 11. Dynastie (Mittleres Reich) unter König (Pharao) Mentuhotep II. amtierte.
Die Grabanlage des Dagi besteht aus einer Kapelle und der Grabkammer. Beide Teile sind in den Fels gehauen. Die Kapelle weist eine Reihe von sechs Pfeilern auf. Es folgen ein Quergang, ein Gang, der in eine Kultkammer führt, dahinter befindet sich die Kultkammer. Dahinter folgt eine zweite Kammer und daran schließt sich ein Gang an, der hinunter zur Grabkammer führt. Die Pfeiler und der Quergang sind mit Malereien dekoriert. Der Gang zur Kapelle und die Kapelle waren mit Kalkstein ausgekleidet und mit Reliefs dekoriert. In der Grabkammer fand sich ein dekorierter Sarkophag, der sich heute im Ägyptischen Museum in Kairo befindet. Der Sarkophag war schon 1843/44 von der Preußischen Expedition nach Ägypten unter der Leitung von Karl Richard Lepsius entdeckt und gezeichnet worden. Gaston Maspero veranlasste, dass der Sarkophag ins Ägyptische Museum in Kairo gebracht wurde.

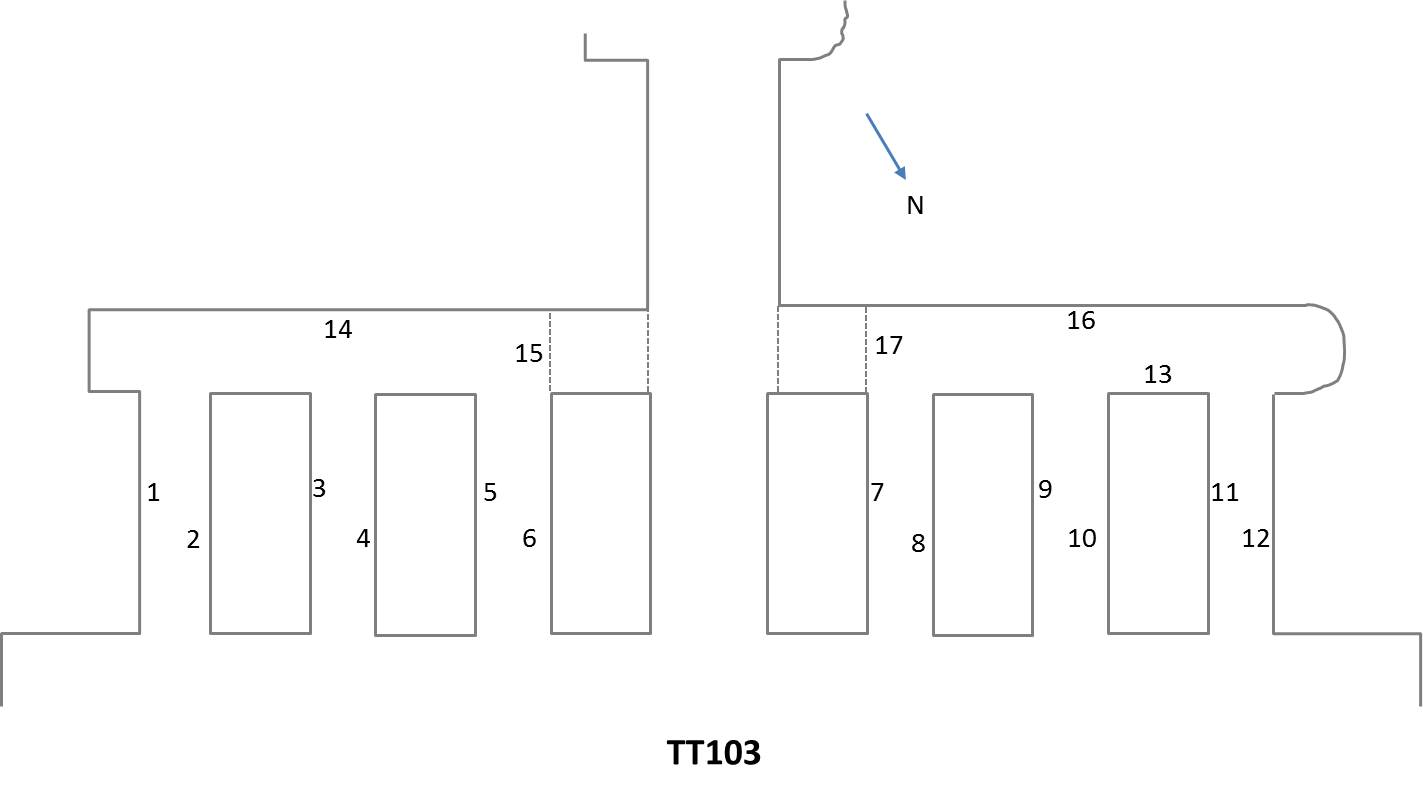
Plan der Grabkapelle
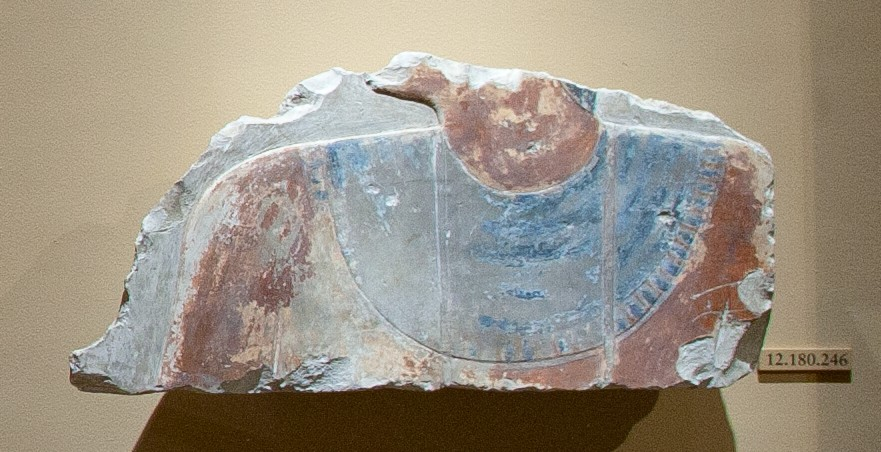
Reliefblock aus dem Grab mit der Figur des Dagi
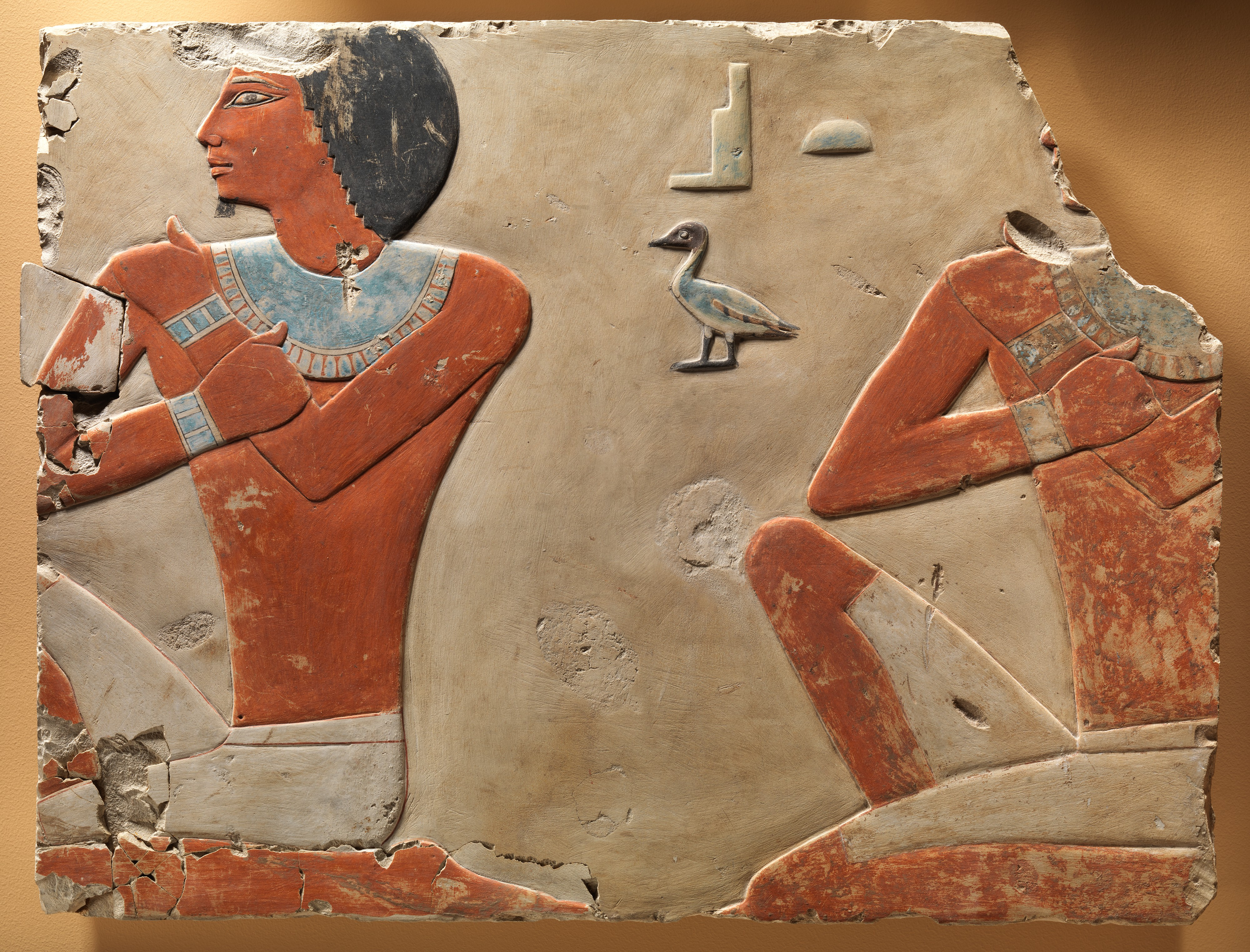
Reihe sitzender Männer
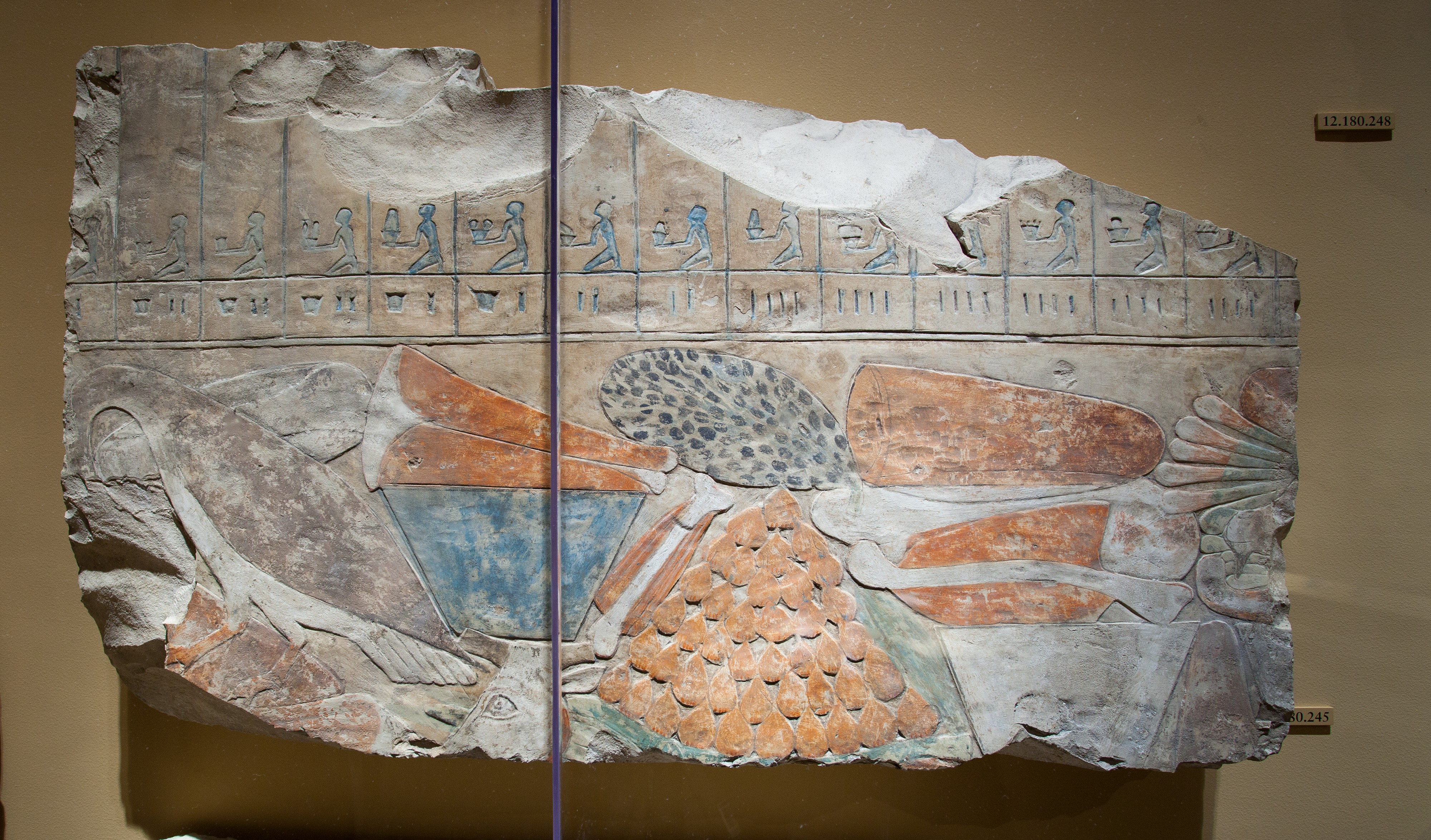
Opfergaben

Die Wandmalereien im Grab sind nicht gut erhalten. Auf der Südwand des Querganges sieht man Dagi und vor ihm Diener, die Opfergaben bringen. Auf derselben Wand ist Dagi mit seiner Mutter Maatnehmti dargestellt, vor ihnen befinden sich Diener bei der Arbeit im Schatzhaus. Auf den Pfeilern finden sich vor allem Darstellungen von Handwerkern und Bauern, darunter befindet sich eine Weberei, in der Frauen arbeiten.
Die Reliefszenen sind nur in Bruchstücken erhalten. Es gibt die Reste eines Bootes und eine Reihe auf dem Boden sitzender Männer. Auf dem Gelände des Grabes befand sich in koptischer Zeit das Epiphaniuskloster.